# Illicium anisatum

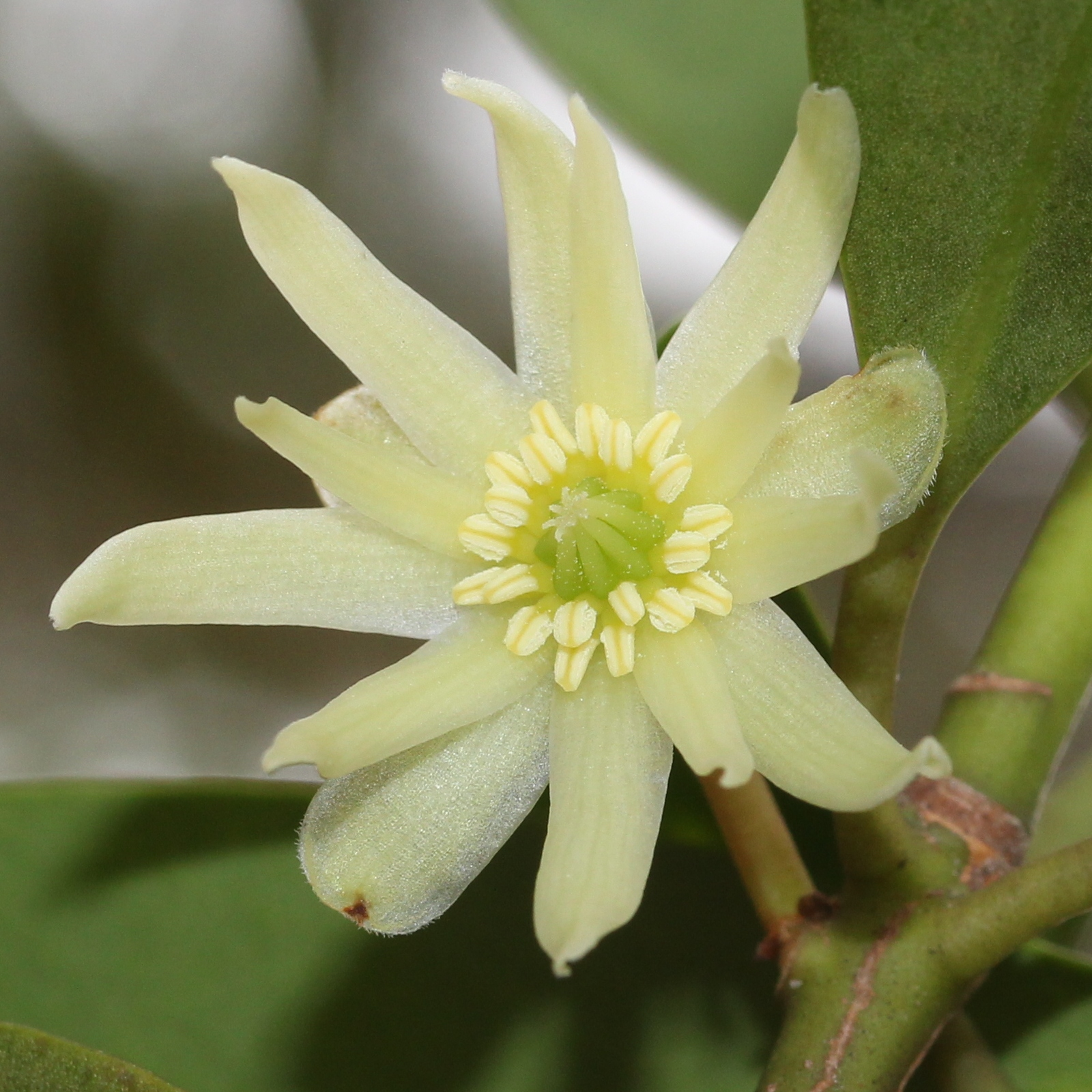
Flor

Illicium anisatum o Illicium religiosum, conegut comunament com a anís estelat japonès, és un arbre molt tòxic però que s'ha fet servir al Japó com a encens. Utilitzar-lo com infusió ha donat casos de mallaties molt greus.
A Espanya figura a la llista de plantes de venda regulada.
I. anisatum és una planta nativa del Japó. És similar a Illicium verum, però el seu fruit és més petit i amb una olor més feble. En la medicina tradicional xinesa s'ha usat per alguns problemes de la pell.
I. anisatum conté anisatina, shikimina i sikimitoxina, les quals cusen greus inflamacions en els ronyons, el tracte urinari i òrgans digestius. Altres dels seus components tòxics en el gènere Illicium però que no conté I. anisatum són safrol i eugenol, aquests s'usen per detectar adulteraciosn. El nom japonès de la planta, shikimi dona nom a l'àcid shikímic, una substància que també és prenet a aquesta planta.
Se'n pot extreure un oli essencial que entre altres 52 components conté eucaliptol (21,8%).